# Jody Lukoki
Jody Lukoki (Kinshasa, 15 novembre 1992 – Almere, 9 maggio 2022) è stato un calciatore congolese (Repubblica Democratica del Congo) con cittadinanza olandese, di ruolo attaccante.

## Biografia
Nato nella Repubblica Democratica del Congo, a causa della guerra è emigrato in Olanda insieme ai genitori e al fratello gemello Madjer.
Il 9 maggio 2022 il giocatore è deceduto in un ospedale di Almere per arresto cardiaco. Le cause che lo hanno portato al ricovero sono ancora da chiarire, anche se i media locali hanno rivelato che prima della morte gli è stata amputata una gamba e ben presto anche un braccio.

## Carriera

### Club
Inizia a giocare a calcio nello VVA/Spartaan di Haarlem, nel VV Young Boys di Bos en Lommer (Amsterdam) e nelle giovanili dell'Ajax a partire dal 2003.
Debutta ufficialmente nel campionato olandese il 19 febbraio 2011 a 17 anni in Ajax-Feyenoord 2-0 subentrando a Lorenzo Ebecilio al minuto 80. Il 4 febbraio prolunga il suo contratto in scadenza nel 2012 fino al 30 giugno 2013. Il 20 marzo colleziona la sua seconda presenza in ADO Den Haag-Ajax 3-2 subentrando a Aras Özbiliz al minuto 81. Il 15 maggio vince l'Eredivisie nello scontro diretto vinto per 3-1 contro il Twente.
Nella sua seconda stagione gioca la sua prima partita da titolare in Coppa d'Olanda il 21 settembre in Noordwijk-Ajax 1-3. Torna a giocare in campionato il 23 ottobre in occasione di Ajax-Feyenoord 1-1 subentrando a Miralem Sulejmani al minuto 55. Gioca poi da titolare tre giorni dopo la partita Roda JC-Ajax 2-4 sempre di Coppa d'Olanda. Il 29 ottobre in occasione della sua prima partita da titolare anche in campionato in Roda JC-Ajax 0-4 segna il suo primo gol con i lancieri al minuto 57 su assist di Vurnon Anita.
Debutta in Europa League il 16 febbraio 2012 nella sfida persa per 0-2 contro il Manchester United, subentrando a Aras Özbiliz al minuto 80.
Il 2 maggio 2012 vince la sua seconda Eredivisie consecutiva con l'Ajax concludendo la stagione con 11 presenze e 2 gol totali.
Dopo aver perso la Supercoppa d'Olanda contro il PSV, debutta da titolare in campionato alla prima giornata nel 2-2 contro l'AZ Alkmaar. Segna il suo primo gol stagionale il 19 agosto alla seconda giornata di campionato nel 1-6 contro il NEC Nijmegen.
Il 5 maggio 2013 vince la sua terza Eredivisie consecutiva con l'Ajax.
In vista della stagione 2013-2014 l'allenatore Frank De Boer non lo convoca per il ritiro a De Lutte perché non rientra più nei suoi piani e così Lukoki si allena con le giovanili. Il 2 agosto si trasferisce in prestito allo Sportclub Cambuur. Tornato dal prestito, viene ceduto per la stagione successiva al PEC Zwolle.
Nel 2015 si trasferisce nel campionato bulgaro per giocare con il Ludogorec. Con i verdi di Razgrad vince 4 campionati, tutti consecutivamente, e 2 Supercoppe di Bulgaria.
Il 29 giugno 2021 firma per il Twente.

### Nazionale
Debutta con l'Under-19 olandese il 7 ottobre 2010 subentrando a Ola John al minuto 46 e segnando il primo dei due gol al minuto 63 ai coetanei della Slovenia, gara valida per le qualificazioni all'Europeo di categoria del 2011 da disputarsi in Romania e al quale la selezione olandese non è riuscita a qualificarsi. Lukoki ha giocato tutte e tre le partite di qualificazione contro Slovenia, Malta e Slovacchia nell'ottobre 2010 oltre a quelle d'Elite contro Israele, Repubblica Ceca e Russia nel maggio 2011.

## Palmarès
- Campionato olandese: 3

Ajax: 2010-2011, 2011-2012, 2012-2013
- Campionato bulgaro: 3

Ludogorec: 2015-2016, 2016-2017, 2017-2018
- Supercoppa di Bulgaria: 2

Ludogorets: 2018, 2019